# 巴氏眶灯鱼
巴氏眶灯鱼（学名：Diaphus parri）为輻鰭魚綱燈籠魚目灯笼鱼科眶灯鱼属的鱼类，俗名头盖眶灯鱼。分布于印度洋、太平洋以及南海等海域，多见于热带和亚热带海域以及垂直分布约1000-0米，體長可達6.5公分。

## 扩展阅读
維基物種上的相關：巴氏眶灯鱼